# Marmota broweri
La marmotta dell'Alaska (Marmota broweri E. R. Hall e Gilmore, 1934) è una specie della famiglia degli Sciuridi (Sciuridae) in diffusa Alaska settentrionale.